# Pic Carlit
Il Pic Carlit o Pic Carlitte, (in catalano Puig Carlit) con i suoi 2.921,6 m, è la montagna più alta dei Pirenei orientali. Si trova interamente in territorio francese, nel dipartimento dei Pirenei Orientali.
Il massiccio del Carlit si trova tra il colle del Puymorens e l'altopiano del Capcir e domina i bacini dei fiumi Ariège, Aude, Angoustrine, Têt, Sègre e Carol.
Il Pic Carlit si trova all'interno del territorio del Parco naturale regionale dei Pirenei catalani, istituito nel 2004.